# Bùi Nhân Cơ
Bùi Nhân Cơ (chữ Hán: 裴仁基, ? – 619) là tướng lãnh cuối đời Tùy trong lịch sử Trung Quốc.

## Thân thế
Nhân Cơ tự Đức Bổn, là thành viên của nhánh Trung Quyến thuộc sĩ tộc họ Bùi ở quận Hà Đông . Ông nội là Bùi Bá Phượng, được làm đến Phần Châu thứ sử nhà Bắc Chu. Cha là Bùi Định, được làm đến Thượng nghi đồng nhà Tùy. 

## Sự nghiệp

### Phục vụ nhà Tùy
Nhân Cơ từ nhỏ kiêu vũ, quen cưỡi ngựa bắn cung. Đầu thời Tùy Văn đế, Nhân Cơ được làm Thân vệ. Trong chiến dịch đánh nước Trần, Nhân Cơ xung phong phá trận, được bái làm Nghi đồng, thưởng ngàn tấm lụa. Sau đó Nhân Cơ được lấy bản quan làm thân tín trong phủ của Hán vương Dương Lượng.
Tùy Dạng đế nối ngôi, Dương Lượng dấy binh làm phản, Nhân Cơ khổ sở can ngăn, khiến Lượng cả giận, giam ông vào ngục. Đến khi Lượng thất bại, Dạng đế khen ngợi, vượt cấp bái Nhân Cơ làm Hộ quân. Mấy năm sau, Nhân Cơ được đổi thụ Vũ bôn lang tướng, theo tướng quân Lý Cảnh đánh dẹp người Man làm loạn là Hướng Tư Đa, nhờ công được tiến vị Ngân thanh Quang lộc đại phu, thưởng trăm nô tỳ, 500 xúc lụa sống. Nhân Cơ đánh người Thổ Dục Hồn ở Trương Dịch, phá xong, được thụ thêm Kim tử Quang lộc đại phu. Nhân Cơ đánh giết và bắt sống người Mạt Hạt xâm phạm, được bái làm Tả quang lộc đại phu. Sau đó Nhân Cơ tòng chinh Cao Ly, được tiến vị Quang lộc đại phu.
Dạng đế ghé thăm Giang Đô (616), Lý Mật chiếm cứ Lạc Khẩu, triều đình lệnh Nhân Cơ làm Hà Nam đạo Thảo bộ đại sứ, giữ Hổ Lao  để kháng cự Mật. Đến khi Huỳnh Dương thông thủ Trương Tu Đà bị Mật giết chết, Nhân Cơ thu lấy tàn quân của Tu Đà, nhiều lần cùng Mật giao chiến, giết và bắt nhiều kẻ địch. Bấy giờ nhà Tùy đại loạn, người có công không được ghi nhận. Nhân Cơ thấy địch mạnh ở trước mặt, sĩ tốt vất vả, có được quân tư, lập tức dùng để chia thưởng. Giám quân ngự sử Tiêu Hoài Tĩnh nhiều lần ngăn trở, khiến mọi người đều oán giận. Hoài Tĩnh lại ngầm dò xét hành vi của Nhân Cơ, muốn kiếm cớ tâu lên hặc tội.

### Quy hàng Lý Mật
Sang năm (617), Việt vương Dương Đồng ở Đông đô Lạc Dương sai bọn Hổ bôn lang tướng Lưu Trường Cung, Quang lộc thiếu khanh Phòng Trắc soái 2,5 vạn bộ kỵ đánh Mật, lệnh cho Nhân Cơ đem quân bản bộ từ Tỷ Thủy tây tiến hòng đánh úp phía sau nghĩa quân Ngõa Cương. Nhân Cơ chưa đến thì bọn Trường Cung đã đại bại, khiến ông sợ hãi không dám tiến, lại sợ triều đình bắt tội nên không dám lui, bèn đóng đồn ở Bách Hoa cốc. Mật biết Nhân Cơ tiến thoái lưỡng nan, sai sứ khuyên hàng, hứa hẹn trọng đãi. Con Giả Vụ Bổn (phó tướng của Trương Tu Đà) là Giả Nhuận Phủ khuyên Nhân Cơ giết Hoài Tĩnh rồi đầu hàng Mật, ông nghe theo, sai Nhuận Phủ đi gặp Mật xin hàng. Mật cả mừng, giữ Nhuận Phủ ở lại giúp việc cho mình, sai sứ gởi thư vỗ về Nhân Cơ. Sau đó Nhân Cơ đem quân quay về Hổ Lao, phát hiện Hoài Tĩnh dâng mật biểu cho Việt vương, Nhân Cơ bèn giết chết ông ta, soái quân đội dâng Hổ Lao quy hàng Mật. Mật lấy Nhân Cơ làm Thượng trụ quốc, Hà Đông quận công; con ông là Bùi Hành Nghiễm kiêu dũng thiện chiến, Mật cũng lấy làm Thượng trụ quốc, Giáng quận công, đối xử rất thân cận.
Ít lâu sau, Mật sai Nhân Cơ cùng Mạnh Nhượng đem hơn 2 vạn quân tập kích kho đông Hồi Lạc, thừa thắng cướp bóc, bị quân đội Lạc Dương đẩy lui.  Lý Mật phải đem quân tái chiếm kho Hồi Lạc. Ít lâu sau, chủ tướng quân đội Lạc Dương là Vương Thế Sung soái quân đối trận với nghĩa quân Ngõa Cương ở sông Giáp Thạch Tử. Nghĩa quân vờ chạy, quân Lạc Dương đuổi theo, Nhân Cơ và Vương Bá Đương cắt đôi quan quân, Mật thúc trung quân tiến đánh, khiến cho Thế Sung đại bại bỏ chạy. Năm sau (618), Mật và Thế Sung tiếp tục giằng co, Nhân Cơ nằm trong nhóm thuộc hạ đề nghị Mật lên ngôi hoàng đế, ông ta từ chối.
Thế Sung thấy Lạc Dương đã hết lương, dốc toàn quân đến Yển Sư, muốn cùng Mật quyết chiến. Mật hỏi kế chư tướng, Nhân Cơ đáp rằng: "Thế Sung đem hết tinh nhuệ mà đến, dưới thành Lạc Dương ắt trống rỗng, có thể chia binh giữ các con đường trọng yếu, khiến họ không thể đông hạ. Chọn 3 vạn tinh binh, men sông (Hoàng Hà) tây tiến, nhằm uy hiếp Đông Đô. Thế Sung lùi về, chúng ta án binh bất động, Thế Sung quay đầu, chúng ta tiếp tục uy hiếp. Như vậy thì chúng ta có thừa sức lực, kẻ địch vất vả đi lại, binh pháp nói rằng ‘họ tiến ta lui, họ lui ta tiến, vài trận khiến chúng mệt mỏi, nhiều hướng khiến chúng lầm lỡ’ là thế đấy." Mật nói: "Ngài biết một mà không biết hai. Binh mã Đông đô có 3 điều không thể chống lại được: khí giới tốt là một, quyết chiến mà đến là hai, hết lương mong đánh là ba. Chúng ta án binh giữ sức, để nhìn họ mệt mỏi, kẻ địch mong đánh không được, muốn lui không lối, chẳng quá 10 ngày, đầu của Thế Sung có thể treo dưới cờ." Chư tướng là bọn Thiện Hùng Tín khinh Thế Sung, đều xin đánh, Nhân Cơ khổ sở tranh cãi không được. Mật khó lòng trái ý chư tướng, ra đánh nên đại bại, Nhân Cơ bị Thế Sung bắt được.

### Quy hàng Vương Thế Sung
Thế Sung cho rằng cha con Nhân Cơ đều kiêu dũng, đối đãi rất trọng thị, lấy con gái của anh mình gả cho Hành Nghiễm. Đến khi Thế Sung tiếm ngôi, thự Nhân Cơ làm lễ bộ thượng thư, Hành Nghiễm làm Tả phụ đại tướng quân. Hành Nghiễm mỗi khi ra trận, không kẻ nào chống nổi, được đặt hiệu là Vạn nhân địch. Thế Sung e dè uy danh của hai cha con, càng lúc càng nghi kỵ, đề phòng. Nhân Cơ hiểu ý, không yên lòng, bèn cùng các quan viên cũng được chánh quyền Vương Trịnh thự chức là Thượng thư tả thừa Vũ Văn Nho Đồng, Thượng thực trực trưởng Trần Khiêm, Bí thư thừa Thôi Đức Bổn mưu phản.
Bọn họ mưu tính vào lúc Trần Khiêm dâng thức ăn, cầm chủy thủ khống chế Thế Sung, còn Hành Nghiễm sẽ đem binh tiếp ứng dưới thềm; dự định sau khi thành công, sẽ đưa Việt vương Dương Đồng ra để phù tá. Việc sắp tiến hành, tướng quân Trương Đồng Nhi biết được bèn cáo giác, mọi người đều bị Thế Sung giết chết. 

## Hậu sự
Sau khi quân Đường đánh chiếm Lạc Dương, La Sĩ Tín nhớ ơn tri ngộ của Nhân Cơ (thu nhận ông ta sau cái chết của Trương Tu Đà), tự xuất tiền riêng để thu nhặt thi thể của Nhân Cơ, chôn cất ở Bắc Mang. Nhà Đường vin cớ Nhân Cơ phù tá Việt vương mà chết, truy thụy là Trung công, tặng quan Nguyên Châu đô đốc.

## Gia đình
Sử cũ ghi nhận Nhân Cơ có 2 con trai:
- Bùi Hành Nghiễm mất cùng cha ở Lạc Dương.
- Bùi Hành Kiệm là danh thần kiêm danh tướng nhà Đường, sử cũ có truyện.

## Hình tượng văn hóa
Trong tiểu thuyết khuyết danh Thuyết Đường, Bùi Nhân Cơ vốn là Sơn Mã quan tổng binh, có 3 con trai là Nguyên Thiệu, Nguyên Phúc, Nguyên Khánh và 1 con gái là Bùi Thúy Vân – về sau gả cho Hỗn thế ma vương Trình Giảo Kim. Bùi Nhân Cơ phụng mệnh đánh dẹp trại Ngõa Cương, nhưng không chịu nổi Giám quân Trương Đại Tân bức hại, bèn đầu hàng nghĩa quân. Ở hồi 38, Trác Châu lưu thủ Nghiệt Thế Hùng đem quân tấn công đại bản doanh của nghĩa quân là thành Kim Dung, lão tướng Bùi Nhân Cơ tử trận.
Trong Hưng Đường truyện, 2 con trai lớn của Bùi Nhân Cơ có tên là Nguyên Long, Nguyên Hổ. Ở hồi 109, Hắc Phong trại chủ Nghiệt Thế Hùng thừa cơ quần hùng tham gia tranh giành Ngọc tỷ ở Dương Châu, tấn công núi Ngõa Cương. Lão tướng Bùi Nhân Cơ ra đánh, bị Nghiệt Thế Hùng dùng phi đao ám toán.